# Casa al carrer del Forn, 12-14 (Caldes de Montbui)
Casa al carrer del Forn, 12-14 és una obra de Caldes de Montbui (Vallès Oriental) protegida com a bé cultural d'interès local.

## Descripció
Es tracta d'una construcció entre mitgeres. La solució simètrica en doble porta de la façana fa pensar que originàriament eren dos habitatges, però de fet l'edifici era una sola casa que estava partida en la planta baixa i en un dels dos costats, possiblement hi havia un taller o una botiga. Actualment són dos habitatges d'una alçada de planta baixa i pis.
L'edifici té una estructura de parets de càrrega, amb els forjats unidireccionals de biguetes. Possiblement la coberta és plana i transitable. La façana principal està formada per quatre eixos vertical que ordenen els forats. És simètrica respecte un eix central, amb un component força horitzontal, donat per les proporcions de la façana, i per les línies marcades per la cornisa i la balconada. Els forats són força similars i d'unes proporcions verticals. El primer pis està format per quatre forats iguals, relligats de dos en dos per unes balconades.
A la planta baixa els forats centrals són dues finestres i els laterals són portes d'entrada a l'habitatge. El remat de l'edifici està format per una motllura clàssica i per un petit muret amb decoracions a la seva part superior, que a l'arribar a la part central de l'edifici adopta una major alçada, amb ornaments més rics que marquen clarament l'eix central de la façana. Hi ha una clara separació de la primera i segona planta, formada per una potent línia d'ombra creada per la cornisa. El material és de pedra natural i artificial en diferents elements arquitectònics i les baranes de ferro de fosa. Els acabats de la façana són estucats, imitant l'especejament de pedra. A la planta baixa l'especejament és més gran, marcant soles les juntes horitzontals. Els forats estan emmarcats per un petit realçat estucat.

## Història
Pertanyia a Cal Sanmartí a finals del segle passat. La suposada època de la seva construcció queda evidenciada per la inscripció que hi ha en el petit frontó que marca l'eix central de simetria de la façana, que fa referència a l'any 1892.
Es troba al bell mig del centre històric de Caldes, en un dels carrer més tradicionals del poble. No ha canviat mai de nom al llarg del temps (des de finals del segle xiii), i es creu que li ve de l'existència d'un forn comunal dels jueus. Antigament, part d'aquest carrer es deia "d'en Porcell", nom d'una família rica, propietària de ramats de bens i que tenia els seus corrals en aquest carrer. Carrer d'origen i traçat medieval. L'arquitectura predominant és de cases entre mitgeres de planta baixa i dues plantes, construïdes principalment al llarg del segle XX i XIX, i amb una gran heterogeneïtat.